# Vécsey Ágoston
Gróf hernádvécsei és hajnácskői Vécsey Ágoston (Rzeczniów, 1775. augusztus 22. – Bécs, 1857. január 15.) császári és királyi lovassági tábornok, titkos tanácsos, testőrségi parancsnok.

## Élete
Vécsey Szigbert császári és királyi altábornagy fiaként a Vécsey család gömöri ágából származott, amely 1692-ben kapott bárói címet I. Lipót magyar királytól. Katonai pályáját tizennégy évesen egy császári gyalogezredben kezdte, de már néhány hét szolgálat után alhadnagy lett egy vértesezredben. Apja oldalán részt vett a török elleni háborúban. 1793-ban főhadnagyi rangban átlépett a huszársághoz, 1794 elejétől alszázadosként apja huszárezredében szolgált. Számos figyelmet felkeltő haditettet vitt véghez, ezért gyorsan haladt felfelé a ranglétrán. 1799-ben főszázadossá, 1801-ben őrnaggyá, 1805-ben pedig alezredessé léptették elő. 1805. december 4-én, az austerlitzi csata után I. Ferenc császár személyes kívánsága volt, hogy Vécsey kísérje 150 huszárból álló csapattal a Napóleonnal tartott találkozójára. 1806-ban megkapta a Katonai Mária Terézia-rend vitézi keresztjét. 1807-ben áthelyezték a 8. huszárezredbe, melynek 1808-ban ezredese és parancsnoka lett. Az asperni csatában ismét kitűnt vitézségével, ezért soron kívül vezérőrnaggyá léptették elő. 1813-ban katonai érdemeinek elismeréséül a császár grófi rangra emelte. 1820-ban altábornaggyá léptették elő, majd 1829-ben a 3. huszárezred tulajdonosává nevezték ki. 1838-ban valóságos titkos tanácsosi címet kapott. 1840-ben lovassági tábornokká léptették elő és kinevezték a bécsi magyar nemesi testőrség parancsnokává. Ő volt az 1848-ban megszűnt testőrség utolsó parancsnoka, akkor vonult nyugalomba is.

## Családja
Felesége, Colson Amália Karolina (1786–1826) csillagkeresztes hölgy volt, akit 1801-ben vett nőül. Házasságából tizenhárom gyermek született, köztük Károly honvéd vezérőrnagy, az aradi vértanúk egyike, akinek a forradalomhoz való csatlakozását apja nem tudta megbocsátani: az ítéletek idején Bécsben személyesen intézkedett, hogy akasztásra ítélt fiának előzőleg végig kelljen néznie bajtársai kivégzését, és utolsóként kerüljön sorra. Fiai közül csak Eduárdnak volt utódja, egyetlen leánya személyében.